# Crenicichla strigata
Crenicichla strigata és una espècie de peix de la família dels cíclids i de l'ordre dels perciformes.

## Morfologia
Els mascles poden assolir els 30 cm de longitud total.

## Distribució geogràfica
Es troba a Sud-amèrica: afluents meridionals del riu Amazones al Brasil i a la Guaiana.